# اوپراتور فدرال ۹۹
اوپراتور فدرال ۹۹ (انگلیسی: Federal Operator 99) یک فیلم به کارگردانی اسپنسر گوردون بنیت و یاکیما کانوت است که در سال ۱۹۴۵ منتشر شد. از بازیگران آن می‌توان به جورج ج. لوئیس اشاره کرد.